# Liacarus oribatelloides
Liacarus oribatelloides är en kvalsterart som beskrevs av Winkler 1956. Liacarus oribatelloides ingår i släktet Liacarus och familjen Liacaridae. Inga underarter finns listade i Catalogue of Life.